# كاراكو
الكاراكو هو لباس تقليدي جزائري، وتحديدًا من مدينة الجزائر. ظهر هذا اللباس في القرن الخامس عشر، وكانت ترتديه الطبقة الأرستقراطية في مدينة تلمسان خلال الأعراس وحفلات الختان. وكان يعبر أيضًا عن مدى النفوذ والعظمة التي تميزت بها نساء مدينة تلمسان، عاصمة الزيانيين. انتقل هذا اللباس إلى الجزائر العاصمة بعد تحويل العاصمة من تلمسان إلى مدينة الجزائر، وكان يُسمّى آنذاك بـ"الغليلة"

## مكونات
يتكوّن الكاراكو من قطعتين؛
الأولى غالبًا ما تكون سترة مخملية من القطيفة، مطرّزة بخيوط ذهبية تُعرف بـ"الفتلة" و"المجبود"، ويتركز التطريز على الصدر، والرقبة، واليدين، حيث يطغى عليه الطابع التقليدي بخيوطه الذهبية.
أما القطعة الثانية فهي قطعة قماش تُصمَّم بطريقة أبسط وأخف من الأولى، وتكون غالبًا من قماش الساتان. وقد تأتي على شكل تنورة تُسمّى "الشلقة"، أو على شكل سروال، وهناك منه "المدوّر" و"القصير العصري".

كما تضيف المرأة عند ارتداء هذا الزي قطعة قماش أخرى على الرأس تُعرف بـ"محرمة الفتول"، وتكون باللون الفضي أو الذهبي بحسب لون الكاراكو، بالإضافة إلى الحلي والجواهر التي تزيّن العنق واليدين والرأس، ومن بينها ما يُسمّى "بخيط الروح".

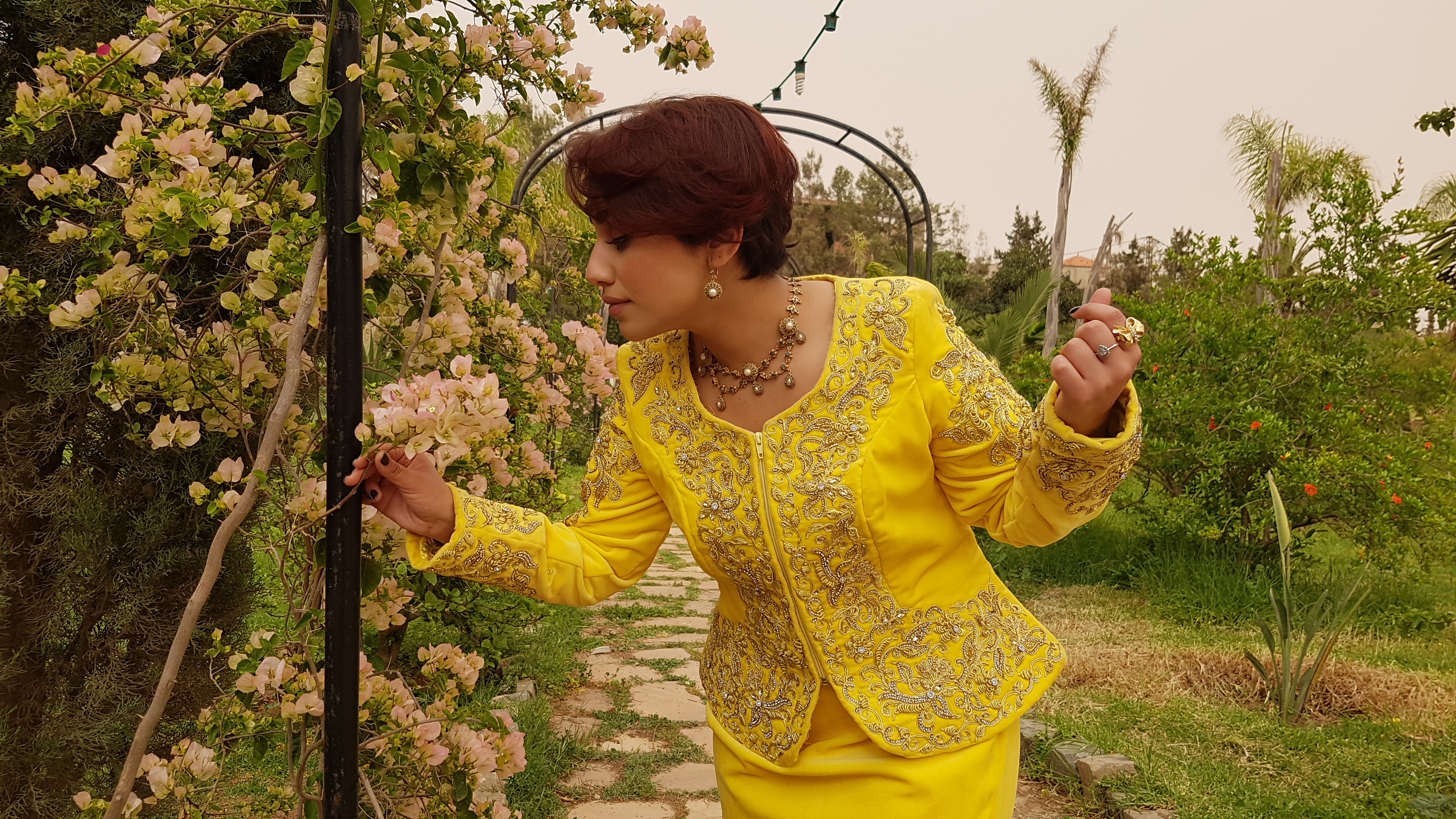
كاراكو معاصر

## تاريخ الكاراكو
ظهر هذا اللباس التقليدي في القرن الخامس عشر، وكانت ترتديه الطبقة الأرستقراطية العاصمية في الأعراس وحفلات الختان، كما كان يرمز إلى مكانة المرأة وإلى الطبقة الاجتماعية التي تنتمي إليها.

## صور

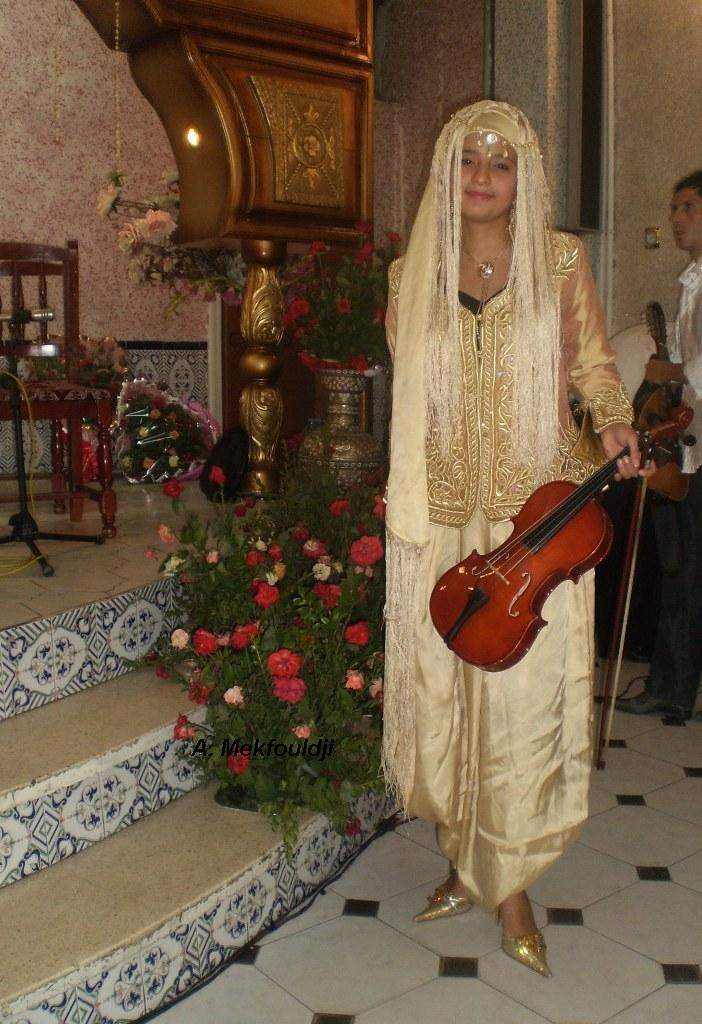
الكاراكوا
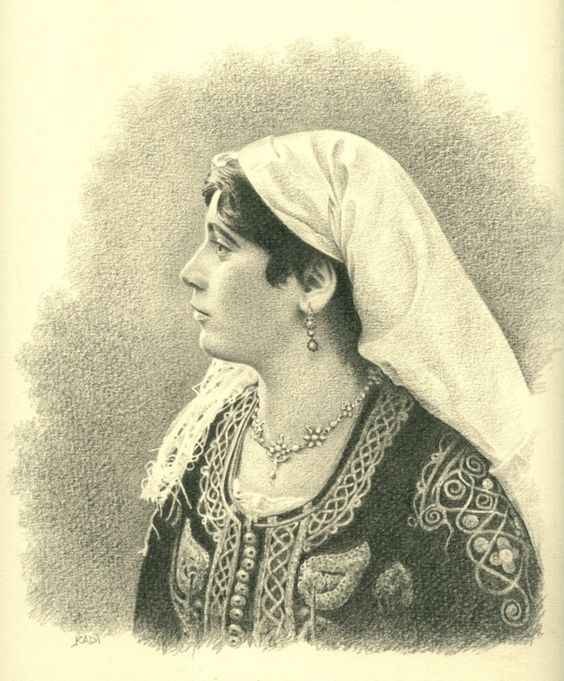
بورتريه لإمرأة من الجزائر العاصمة
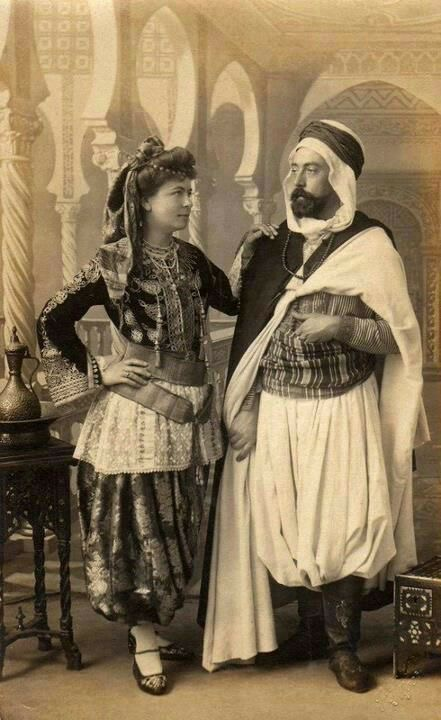
رجل وإمرأة بلباس العاصمة الجزائرية التقليدي
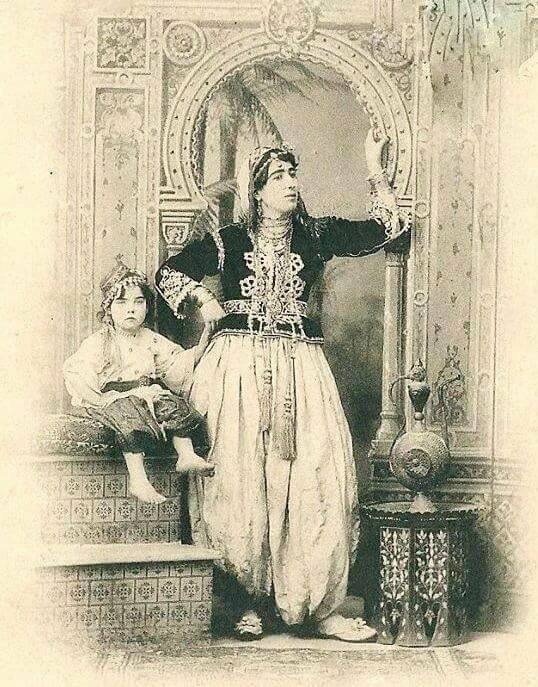
امرأة وطفل من الجزائر، ترتدي سترة الكاراكو
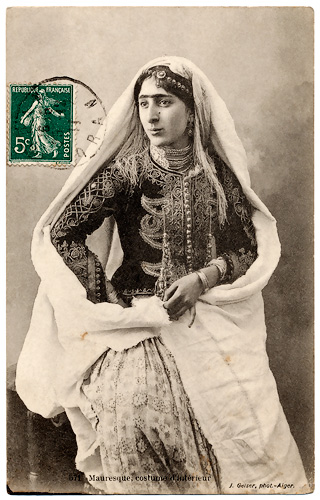
امراة جزائرية ترتدي الكاراكو، سروال مدوّر، محرمة الفتول والحايك مْرَمّة
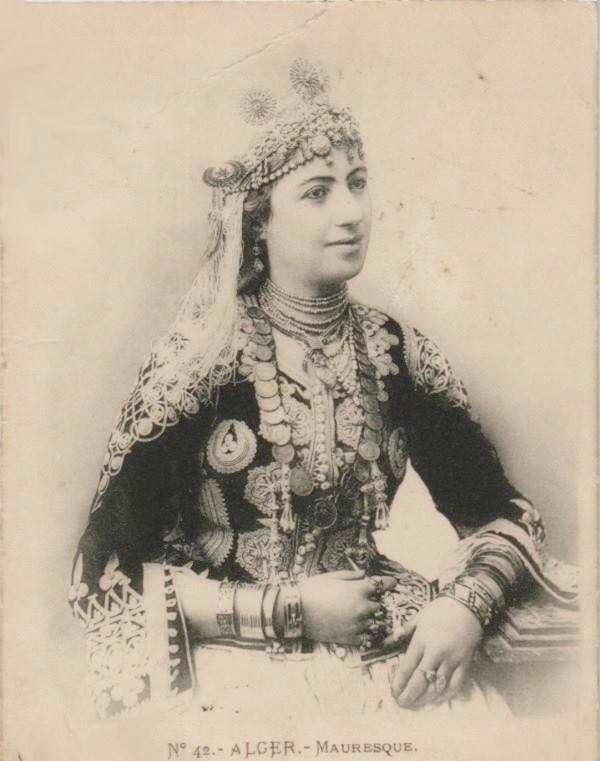
بورتريه لامراة من الجزائر بالكاراكو ومزينة بمختلف الحلي التقليدي، نهاية القرن التاسع عشر